# Frankfort Cinema
Frankfort Cinema là một mẫu tàu lượn sản xuất ở Hoa Kỳ trong thập niên 1930 và 1940. Nó được trang bị cho Quân đoàn Không quân Lục quân Hoa Kỳ làm tàu lượn huấn luyện dưới tên gọi TG-1.

## Tính năng kỹ chiến thuật (Cinema II)
Đặc điểm tổng quát
- Kíp lái: 1
- Sức chứa: 1 hành khách
- Chiều dài: 23 ft 4 in (7.10 m)
- Sải cánh: 46 ft 3 in (14.10 m)
- Tỉ số mặt cắt: 10.7
- Trọng lượng rỗng: 500 lb (227 kg)
- Trọng lượng có tải: 920 lb (417 kg)

Hiệu suất bay
- Vận tốc cực đại: 80 mph (130 km/h)
- Hệ số bay lướt dài cực đại: 20
- Vận tốc xuống: 190 ft/min (1.0 m/s)